# Karin Stolpe
Karin Maria Stolpe, född von Euler-Chelpin den 7 april 1907 i Kungsholms församling, Stockholm, död 1 januari 2003 i Filipstads församling, Värmlands län, var en svensk översättare och författare.

## Biografi
Stolpe var dotter till professor Hans von Euler-Chelpin och professor Astrid Cleve. Hon gifte sig 1931 med författaren Sven Stolpe. Paret fick fyra barn, Benkt Stolpe (1933-2024), Monica Rennerfelt (1935–1996), Staffan Stolpe (född 1943) och Lisette Schulman (1951–2015).
Som författare skrev hon endast en bok, Pigg och Pettan: barnsaga (illustrerad av Birgit von Euler, Bonnier, 1934), men hon var desto flitigare som översättare från en rad språk.
Karin och Sven Stolpe är begravda på Vadstena nya kyrkogård.

## Översättningar (urval)
- Roger Vercel: Förbjuden kust (Au large de l'Eden) (Bonnier, 1933)
- Sigurd Hoel: Vägen till världens ände (Veien til verdens ende) (Bonnier, 1934)
- Aldous Huxley: Mål och medel: en undersökning av idealens natur och metoderna för deras förverkligande (Ends and means) (Wahlström & Widstrand, 1938)
- Grethe Morthorst: Framtidens människa (Slægten som kommer) (Bonnier, 1941)
- Johannes Hohlenberg: Sören Kierkegaard (översatt tillsammans med Sven Stolpe) (Bonnier, 1943)
- Jeremias Gotthelf: Tjäna två herrar (Geld und Geist) (översatt tillsammans med Sven Stolpe) (Diakonistyrelsen, 1943)
- François Mauriac: Två essayer (Bonnier, 1948)
- Simone Weil: Väntan på Gud (Attente de dieu) (Bonnier, 1957)
- Sigrid Undset: Katarina av Siena (Caterina av Siena) (Kungl Boktr., Norstedt o söner, 1957)
- J.B. Priestley: Människan och tiden (Forum, 1967)
- Danilo Dolci: Slöseri: röster och dokument kring några former av misshushållning på västra Sicilien (Spreco) (Gummesson, 1967)
- Marguerite Tjader: Moder Elisabeth (Mother Elisabeth: the resurgence of the Order of Saint Birgitta) (översatt tillsammans med Monica Rennerfelt) (Verbum, 1977)
- Paulus av Korset: Hans kors är mitt hjärtas glädje (översatt tillsammans med Ingrid Ydén-Sandgren) (Pro veritate, 1981)